# مثبت (طعام)

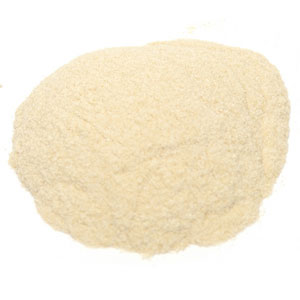
يُستخدم البكتين كمُثبت قوام في الأطعمة مثل الزبادي

مُثبت القوام أو المُثبت هو مُضاف غذائي يساعد على الحفاظ على قوام أو شكل الغذاء. يشيع استخدامه لمنع مُستحلبات الزيت والماء من الانفصال في المنتجات مثل تتبيلات السلاطات، ومنع تكون بلورات الثلج في الطعام المُجمد مثل الأيس كريم، ومنع هبوط الفواكه في القاع في منتجات مثل المربى، والزبادي، والجيلي. فيما يلي قائمة بأكثر المواد الغروانية شيوعًا في الاستخدام كمثبتات:
- حمض الألجينيك
- الأغار
- الطحلب الأيرلندي
- السيلولوز ومشتقات السيلولوز
- الجيلاتين
- صمغ الغوار
- الصمغ العربي
- البكتين
- النشا
- صمغ الزانثان